# さすらいの狼 (映画)
『さすらいの狼』 (仏: L'Insoumis、英: The Unvanquished、Have I the Right to Kill?)は、1964年に公開された映画。監督はアラン・カヴァリエ。主演はアラン・ドロンとレア・マッサリ。
アルジェリア戦争を舞台に、ドロンはアルジェ一揆でフランス外人部隊の脱走兵を演じている。

## キャスト
※括弧内は日本語吹替（初回放送1970年9月20日『日曜洋画劇場』）
- トーマ：アラン・ドロン（堀勝之祐）
- ドミニク：レア・マッサリ（楠侑子）
- フラゼー中尉：ジョルジュ・ジェル（森山周一郎）
- アメリコ：ロベール・カステル
- マリア：ヴィヴィアン・アティア

## スタッフ
- 監督：アラン・カヴァリエ
- 製作：ジョルジュ・ボーム、アラン・ドロン（ノンクレジット）
- 脚本：ジャン・コー
- 撮影：クロード・ルノワール
- 音楽：ジョルジュ・ドルリュー